# Doctrine des relations internes
La doctrine des relations internes ou, selon les traductions, dogme des relations internes, est une dénomination faite par Bertrand Russell de la doctrine philosophique selon laquelle toutes les relations sont internes aux porteurs de relations, dans le sens où elles leur sont essentielles et que ces porteurs ne seraient pas ce qu'ils sont sans elles. Cette doctrine est matérialisée par une représentation de type « un sujet a un attribut ou prédicat porteur de la relation », tandis que la doctrine de  l'extériorisation des relations pronée par Russell indiquera que « A et B sont régis par la relation R ». C'est un terme utilisé dans la philosophie britannique aux alentours du début des années 1900 , .

## Aperçu
Certaines relations paraissent clairement internes. Par exemple, le nombre quatre ne serait pas ce qu'il est s'il n'était lié au nombre deux de la façon dont il l'est. Certaines relations sont internes à leurs porteurs sous une dénomination, mais pas sous une autre. Si l'on interprète comme une relation interne la relation où est établi que Pierre et Catherine sont mariés, donc où Catherine est la conjointe de Pierre, on aura un couple substance-attribut, ici (Pierre-Catherine (conjointe)).  Ce rapport ontologique substance-attribut défini par Leibniz puis réutilisé par Bradley est fondé sur le rapport grammatical sujet-prédicat. La relation est interne aux deux pris ensemble. Une des difficultés posées par cette représentation est celle de la symétrie, car Pierre pourrait tout aussi bien être considéré comme le conjoint, l'attribut du sujet. Si cela ne pose pas de difficulté sur le plan strictement logique, cela en pose sur le plan philosophique, car il n'est pas possible de considérer que Pierre est tantôt une substance et Catherine un de ses attributs, tantôt de considérer l'inverse. On peut tenir les mêmes raisonnements avec la proposition « A est plus grand que B ».Une difficulté supplémentaire apparait si l'on considère que A et B sont, sans précision supplémentaire, liés par une relation d'ordre de grandeur (ou que Catherine et Pierre sont mariés) : il est impossible de dire qui est le sujet ou la substance, qui est le prédicat ou porteur de l'attribut. C'est la raison pour laquelle Russell et après lui l'école de philosophie analytique envisagent la relation comme extérieure aux deux sujets, avec une symbolisation de type Pierre (R) Catherine, ou encore A (R) B où R est la relation d'ordre « plus grand que ».
La doctrine de l'internalité des relations implique que chaque chose ait un certain rapport, même lointain, à tout le reste. Une telle thèse est attribuée par Bertrand Russell et George Edward Moore à certaines idées d'Hegel et au philosophe américain C.S. Peirce. Russell l'associe surtout à l'idéalisme absolu de Francis Herbert Bradley et Bernard Bosanquet. Cependant, aucun de ces philosophes ne décrirait leurs propres croyances de cette manière, à savoir comme doctrinaire. Il l'associe également, dans le champ épistémologique, au cohérentisme, approche holiste de la vérité.
Russell s'est opposé à la doctrine des relations internes après avoir abandonné l'idéalisme et être revenu à l'ancienne doctrine de l'atomisme ainsi qu'à une version de la monadologie leibnizienne, dans lesquelles le monde est conçu comme composé de plusieurs entités distinctes et indépendantes, dont chacune peut être considérée isolément.  
Contemporain de Russell, le philosophe anglais Alfred North Whitehead maintient de son côté la nécessité d'une doctrine des relations internes pour la théorie de l'évolution. Une thèse proche du holisme de la doctrine des relations internes a ensuite été intégrée dans le canon de la philosophie analytique par Quine, avec sa critique du réductionnisme russellien.